# Кубанская этажерка
«Кубанская этажерка» — боевой порядок самолётов-истребителей, применявшийся советской истребительной авиацией во время Великой Отечественной войны.
Наименование «кубанская» связано с широким применением данного приёма весной-летом 1943 года во время воздушных сражений на Кубани, которые сопровождали наземное наступление советских войск на так называемую «Голубую линию» немецкой обороны.

## Авторство
Во многих источниках авторство данного приёма приписывается лётчику-истребителю Александру Покрышкину. Однако ни в одной из опубликованных работ самого Александра Ивановича он напрямую не называет себя автором:
В этом первом вылете я применил все то, что выносил в мыслях и в душе за многие дни и ночи раздумий. Строй нашей группы не был похож ни на один из тех, которым пользовались мы до сих пор. Это была «этажерка» пар, сдвинутая в сторону от солнца, с превышением одной пары над другой на сотни метров.
Один из впервые тогда применённых нами боевых порядков Дзусов метко назвал «этажеркой». Это было ступенчатое, эшелонированное в высоту и достаточно широкое по фронту построение значительной группы самолётов. Каждая ступенька «этажерки» выполняла свою, строго определённую роль. В целом же она являла собой грозное для противника боевое построение советских истребителей. Если вражеским самолётам и удавалось уйти из-под удара одной ступеньки «этажерки», они немедленно подпадали под убийственный огонь другой, затем третьей.
Из приведённых цитат можно скорее сделать вывод о рождении и применении данного приёма как результата некоего «коллективного творчества» нескольких лётчиков. В настоящее время вряд ли представляется возможным достоверно установить, кто именно, кроме непосредственно Покрышкина, участвовал в разработке данного приёма.
В деле же совершенствования и популяризации новых боевых приёмов, в том числе и «кубанской этажерки» заслуга Покрышкина несомненна.

Сейчас трудно припомнить, когда именно, после какого боя, но однажды комдив Корягин высказал мысль о целесообразности эшелонирования групп истребителей по высотам. При этом одна группа, ударная, предполагалось, будет работать по бомбардировщикам противника, другая — связывать боем их истребителей, а третья, на самом верху, предназначалась бы для прикрытия своих, для использования её в какой-то критический момент.

Так оно потом и вошло в практику нашей боевой работы — своего рода профессиональная специализация.— Савицкий Е. Я. Я — «Дракон». Атакую!.. — М. : Мол. гвардия, 1988.

## Описание
Покрышкин описывает этажерку так:

…боевой порядок «этажерка» держали в этом полёте первый экзамен. Боевой порядок группы, с рассредоточением пар по фронту и высоте, был схож со ступеньками крыльца, уходящего от ведущей пары в сторону и вверх. Такое построение группы обеспечивало большое пространство для поиска цели. В то же время затрудняло обнаружение противником группы. Размыкание пар по фронту и высоте не сковывало лётчиков, предотвращало от столкновения в воздухе самолётов, в то же время позволяло уделять больше внимания круговому поиску.
Теперь не надо было каждому лётчику постоянно следить за задней полусферой. Взаимный поиск пар позволял на большом удалении обнаруживать противника и предотвращать атаки с задней полусферы.

Манёвренность пар и всей группы была так же высока, как и одиночного самолёта. А это очень важно для стремительности выполнения атак нашими истребителями и срыва вражеских.
Важно было и то, что «этажерка» пар должна была быть сдвинута в сторону от солнца.
«Изюминкой» приёма является то, что данный порядок истребителей был применим как до начала боя, так как обеспечивал эффективный поиск воздушного противника и безопасное маневрирование за счет разомкнутого боевого порядка, так и в начале воздушного боя с истребителями противника. Одним из стандартных методов выхода из-под удара для немецких истребителей являлся резкий набор высоты «горкой» в случае опасности (немецкие самолёты имели значительное превосходство в вертикальной манёвренности перед советскими) и, за счет этого, — отрыв от преследователей. Но так как первую атаку производила нижняя пара советских истребителей в «этажерке», то при отрыве энергичной «горкой» вверх немецкие истребители теряли скорость и при атаке следующей пары «этажерки» оказывались в невыгодном положении. Советские истребители из последующих атакующих пар, напротив, заблаговременно занимали более высокий эшелон и поэтому имели запас скорости и выгодные условия для результативной атаки.

## Особенности применения и совершенствование приёма
В своей неоконченной и опубликованной после смерти автора книге Покрышкин отдельно оговаривает, что при применении тактических приёмов необходимо учитывать уровень подготовки лётного состава:

Для лётчиков, имеющих небольшой боевой опыт, нельзя было устанавливать очень разомкнутые построения в боевом порядке, допустимые для опытных воздушных бойцов, которым, подчас, чувство «локтя товарища» снижало инициативу, маневренность и внезапность удара.
Наличие же на самолётах хорошей радиосвязи между самолётами и самолётов со станциями наведения позволяло строить более разомкнутые боевые порядки, эшелонируя пары самолётов в группе по высоте, так как при наличии хорошей радиосвязи, заменяющей зрительную связь, обеспечивается управление без эволюции самолётов.
Летно-тактические данные самолётов-истребителей оказывали влияние на построение боевого порядка.
Скоростные самолёты, обладавшие высокой вертикальной маневренностью, позволяли строить боевой порядок с большим превышением эшелонов одного над другим. Боевой порядок истребителей зависел от летно-тактических данных авиации, с которой взаимодействовали истребители, также от её боевых порядков.
Несмотря на выработанную общую концепцию, приём совершенствовался по мере своего внедрения в боевую практику:

Некоторые разработанные положения скоростного патрулирования, построения «этажерки» и поиска противника ещё не в полной мере удовлетворяли меня. Необходимо было доработать приёмы патрулирования и поиска противника при разных положениях солнца относительно линии фронта, на вероятных маршрутах подлёта авиации противника. Понимал, что всё это ещё придётся обдумать, отработать на земле.— 

## Мнение немецкой стороны
Немецкий генерал люфтваффе Вальтер Швабедиссен в своем историческом исследовании для ВВС США, изданном в 1960 году, писал, со ссылкой на майора Бруно Мейера:

В 1943 г. на кубанском плацдарме русские истребители впервые применили специальный тактический прием, названный «кубанская этажерка» <в оригинале — «кубанский эскалатор»>, суть которого состоял в том, что русские истребители были распределены по разным высотам барражирования над полем боя.
Никаких выдающихся успехов этот метод не принес, так как был весьма неудобен с тактической точки зрения, требовал концентрации сил в одном месте, в то время как в другом истребительное прикрытие отсутствовало.
Оригинальный текст (англ.)A special method of fighter operations was observed in the Kuban bridgehead in 1943. This method was designated "Kuban escalator" by the Germans; it consisted of Russian fighter units being committed in large formations at different altitudes. No outstanding success was scored by this method which had disadvantage that the simultaneous commitment of almost all fighter units resulted in the absence of fighter cover at other times.

В действительности тезис о «концентрации сил в одном месте» неточен, так как для составления «этажерки» минимально требуется всего две пары истребителей. Вместе с тем Покрышкин считал вылет в составе большой группы (не менее 8 самолётов, но и не более 12) не недостатком, а фактором, обеспечивающим как успех выполнения задачи прикрытия своих войск от действий крупных сил вражеских бомбардировщиков, так и нанесение максимального урона противнику.
Однако имеются свидетельства о применении элементов этажерки самими немцами, но не истребителями, а бомбардировщиками. В своих воспоминаниях об этом пишет ас Иван Кожедуб. Постоянный ведомый Покрышкина, Григорий Голубев также писал:

Через некоторое время подходили вражеские бомбардировщики. Мы заметили, что их боевой порядок построен по типу нашей кубанской «этажерки», разработанной и примененной Покрышкиным. Выходит, противник стал перенимать нашу тактику. Уже в ходе боев мы перестраивались на новые методы борьбы, применяли контрприёмы.